# Anthony Doyle
Anthony "Tony" Doyle, (Ashford, Surrey, 19 de maig de 1958 - 30 d'abril de 2023) fou un ciclista britànic, professional del 1980 al 1995. Combinà el ciclisme en pista amb la ruta, però fou en pista on va obtenir els millors resultats. Fou doble Campió de Món en persecució, i va obtenir vint-i-set victòries en curses de sis dies.
El 1980, com a ciclista amateur, va prendre part en els Jocs Olímpics d'Estiu de Moscou, on fou setè en la prova de persecució per equips del programa de ciclisme.
Un càncer de pàncrees, diagnosticat tan sols un mes abans, li va provocar la mort als 64 anys.

## Palmarès en pista
- 1980
  -  Campió del Món en Persecució individual
- 1983
  - 1r als Sis dies de Berlín (amb Danny Clark)
  - 1r als Sis dies de Dortmund (amb Danny Clark)
- 1984
  - Campió d'Europa de Madison (amb Gary Wiggins)
- 1985
  - 1r als Sis dies de Bremen (amb Gary Wiggins)
  - 1r als Sis dies de Maastricht (amb Danny Clark)
- 1986
  -  Campió del Món en Persecució individual
  - 1r als Sis dies de Berlín (amb Danny Clark)
  - 1r als Sis dies de Dortmund (amb Danny Clark)
  - 1r als Sis dies de Copenhaguen (amb Danny Clark)
  - 1r als Sis dies de Launceston (amb Danny Clark)
  - 1r als Sis dies de Grenoble (amb Francesco Moser)
  - 1r als Sis dies de Gant (amb Danny Clark)
- 1987
  - 1r als Sis dies de Maastricht (amb Danny Clark)
  - 1r als Sis dies de Copenhaguen (amb Danny Clark)
  - 1r als Sis dies de Bassano del Grappa (amb Moreno Argentin i Roman Hermann)
- 1988
  - Campió d'Europa de Madison (amb Danny Clark)
  - Campió d'Europa en Òmnium Endurance
  - 1r als Sis dies de Berlín (amb Danny Clark)
  - 1r als Sis dies de Dortmund (amb Danny Clark)
  - 1r als Sis dies de Bremen (amb Danny Clark)
  - 1r als Sis dies de Rotterdam (amb Danny Clark)
  - 1r als Sis dies de París (amb Danny Clark)
  - 1r als Sis dies de Münster (amb Danny Clark)
  - 1r als Sis dies de Múnic (amb Danny Clark)
- 1989
  - Campió d'Europa de Madison (amb Danny Clark)
  - 1r als Sis dies de Colònia (amb Danny Clark)
- 1990
  - 1r als Sis dies de Múnic (amb Danny Clark)
- 1991
  - 1r als Sis dies de Gant (amb Etienne De Wilde)

## Palmarès en ruta
- 1979
  - 1r al Circuit des Mines
- 1981
  - 1r als Girvan Three Day i vencedor d'una etapa
  - 1r al Yorkshire Classic i vencedor d'una etapa
- 1982
  - 1r als Girvan Three Day i vencedor d'una etapa
- 1986
  - 1r al Ron Kitching Classic i vencedor d'una etapa
- 1989
  - Vencedor d'una etapa de la Milk Race